# Кристиана Эмилия Шварцбург-Зондерсгаузенская
Кристиана Эмилия Шварцбург-Зондерсгаузенская (нем. Christiane Emilie von Schwarzburg-Sondershausen; 13 марта 1681, Шварцбург, по другим данным 30 марта (9 апреля) 1681, Зондерсхаузен — 1 ноября 1751, Миров) — принцесса Шварцбург-Зондерсгаузенская, дочь князя Кристиана Вильгельма Шварцбург-Зондерсгаузенского (18 августа 1645, Зондерхаузен — 10 мая 1721) и графини Антонии Сибиллы Барби-Мюлингенской (1641—1684).

## Семья
7 июня (10 июня) 1705 года вышла замуж за герцога Адольфа Фридриха II Мекленбург-Стрелицкого (1658—1708), сына Адольфа Фридриха I (1588—1658) и принцессы Марии Екатерины Брауншвейг-Данненбергской (1616—1665)
У них родилось двое детей:
- София Кристина Луиза (1 октября 1706 — 22 декабря 1708)
- Карл Фридрих Людвиг (1708—1752), известен как принц Мировский. 5 февраля 1735 года он женился на принцессе Елизавете Альбертине Саксен-Гильдбурггаузенской (1713—1761).